# Metaxymorpha gloriosa
Espèce
Metaxymorpha gloriosa est une espèce d'insectes de l'ordre des coléoptères, de la famille de Buprestidae, sous-famille des Buprestinae, tribu des Stigmoderini.

## Dénomination
Cette espèce endémique d'Australie a été décrite par l’entomologiste australien Thomas Blackburn en 1894, sous le nom de Metaxymorpha gloriosa.